# 安特卫普动物园
安特卫普动物园（荷蘭語：ZOO Antwerpen）是比利时安特卫普市中心的一个动物园，毗邻安特卫普中央车站。它创立于1843年7月21日，是世界上最古老的动物园之一。
该动物园规模10.5公頃（26英畝），曾举办1920年夏季奥林匹克运动会的拳击和摔跤比赛。

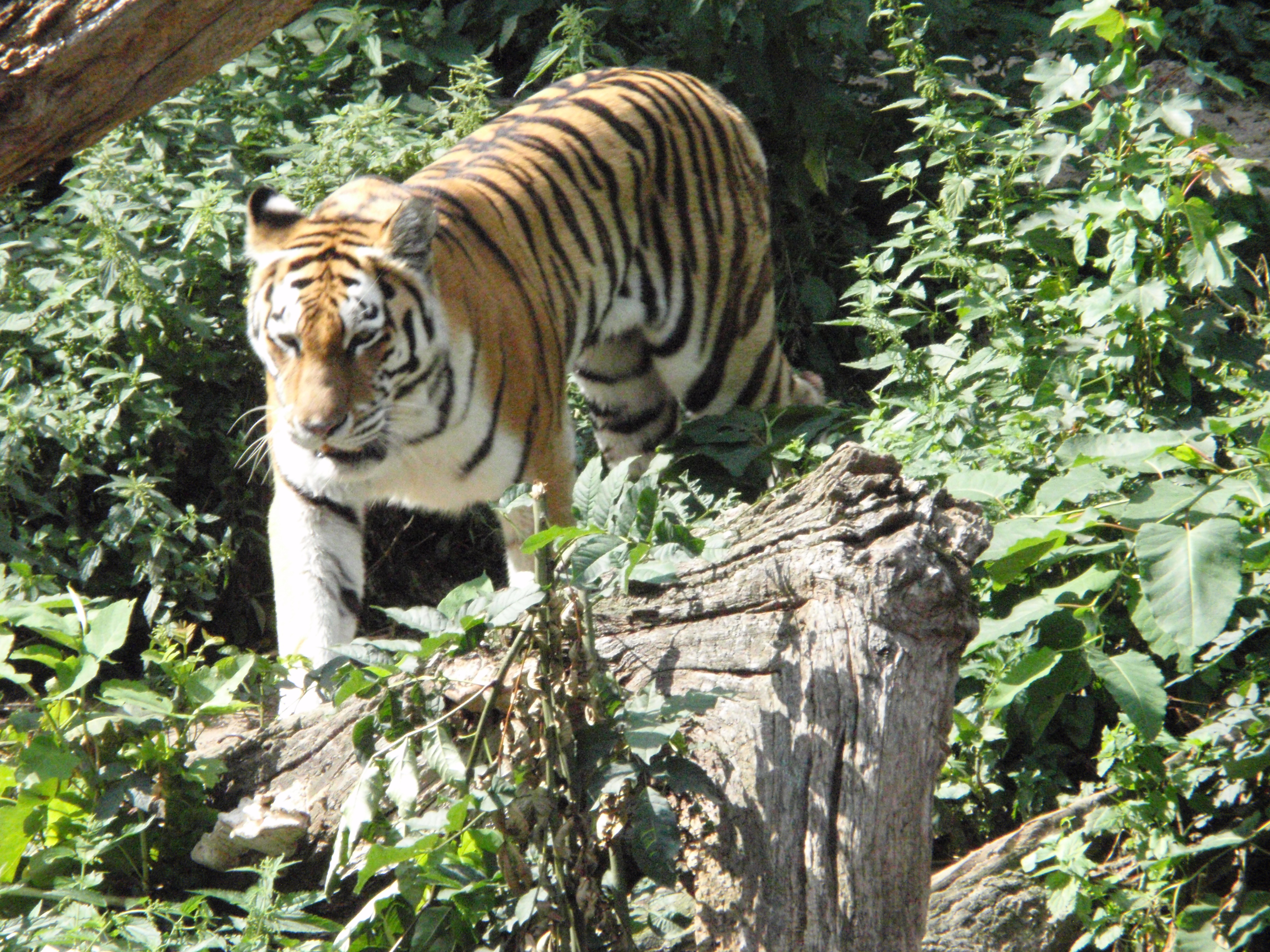
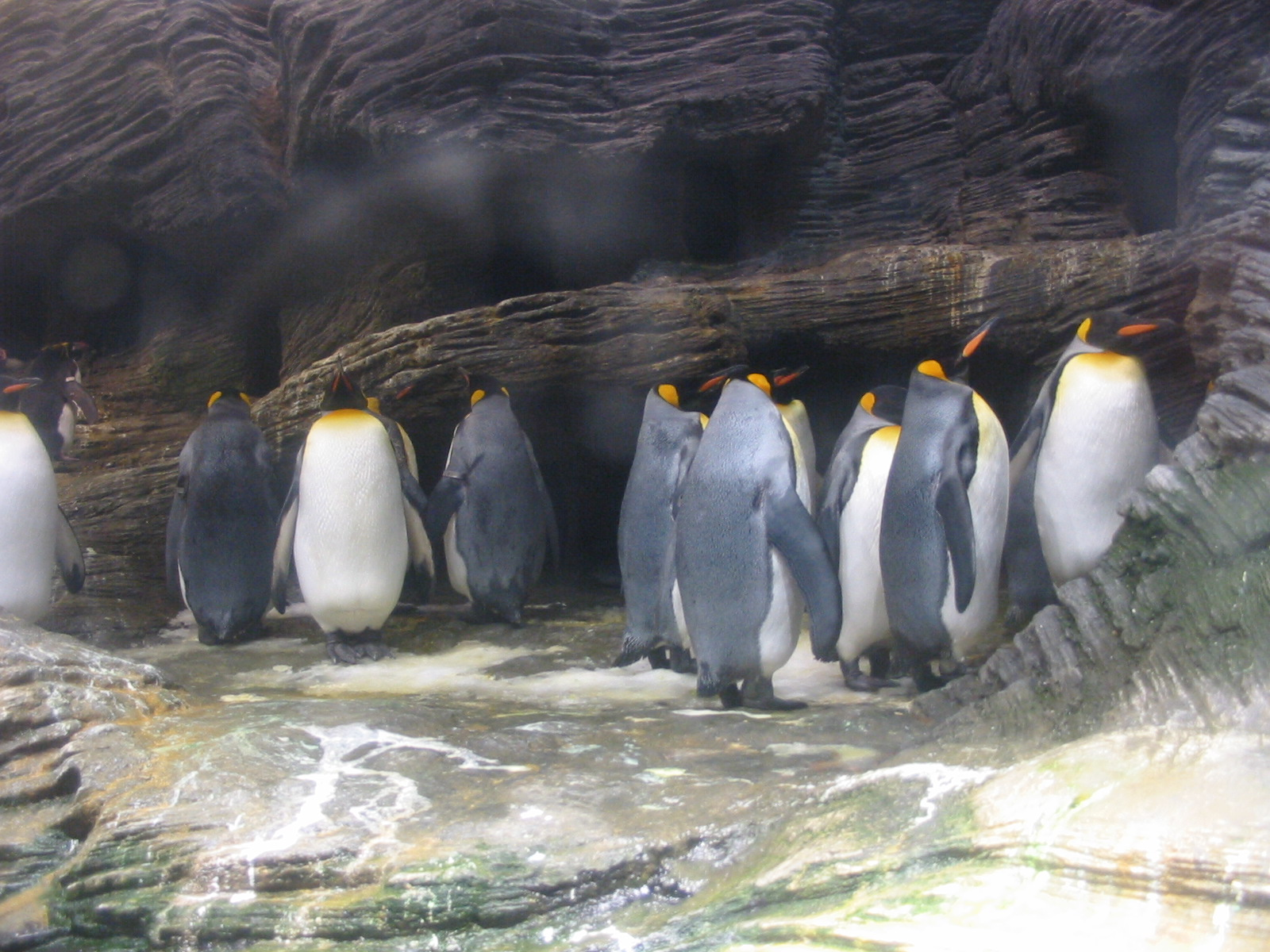
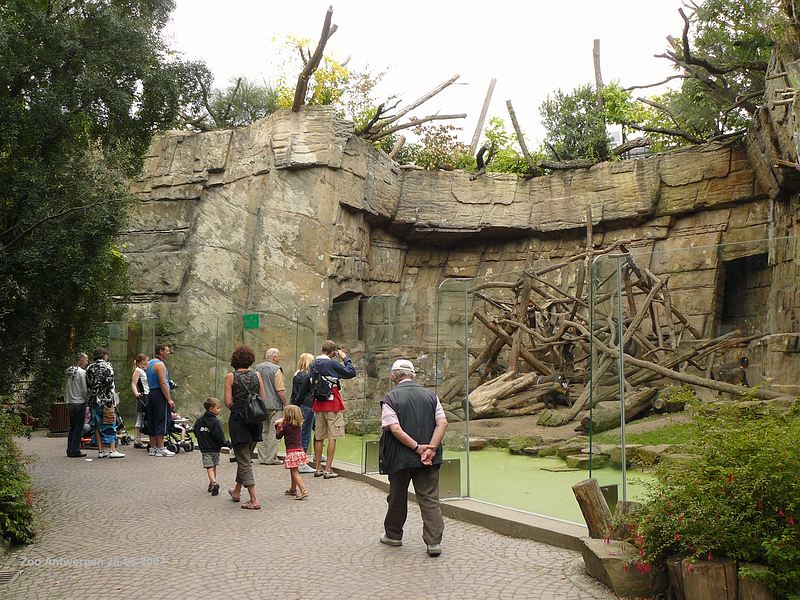

1983年元旦，该动物园被列为保护建筑。
《動物園道64號》的靈感來自安特衛普動物園。